# Acura RDX
L'Acura RDX est un SUV compact du constructeur automobile japonais Acura lancé en août 2006. Il est présenté pour la première fois lors du salon de l'automobile de New York en avril 2006; et est étroitement dérivé du concept car RD-X concept, qui est présenté au salon international de l'automobile d'Amérique du Nord à Détroit en janvier 2005. Le RDX a reçu un restylage fin 2009 pour le millésime 2010.
Basé sur les Honda CR-V et Element, le RDX ouvre la gamme des SUV chez Acura, en se plaçant sous les MDX et ZDX.
En Amérique du Nord, il s'oppose aux SUV de luxe américains (Lincoln MKX), japonais (Lexus RX, Infiniti EX) et européens (Audi Q5, BMW X3, Land Rover Freelander 2, Mercedes GLK et Volvo XC60).
En 2012, une deuxième génération est lancée.

## Première génération (2006-2012)

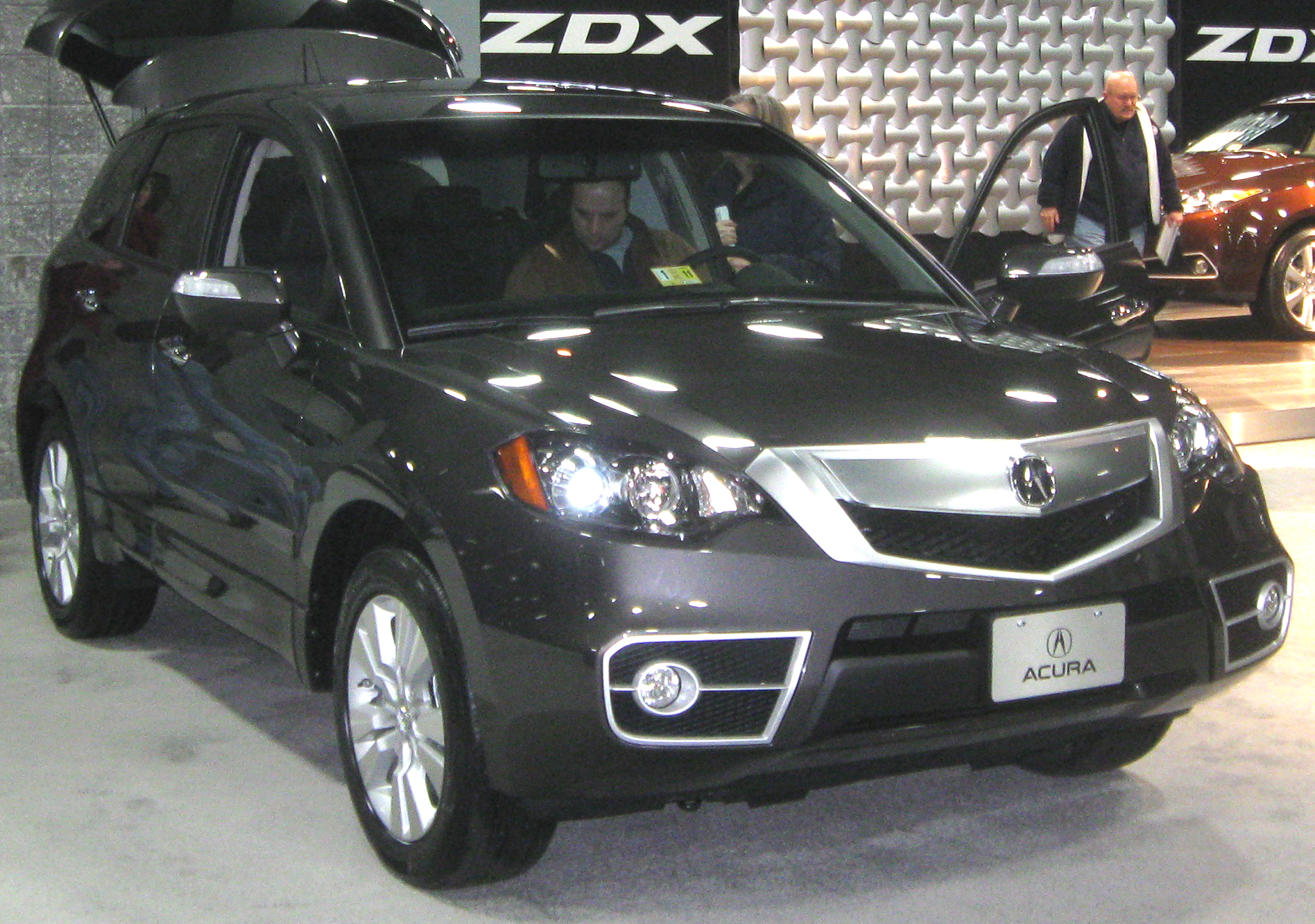
2010 Acura RDX

Conçue pour entrer dans le secteur nord-américain haut de gamme SUV, la première génération est construite sur une plate-forme mondiale de camion léger et elle est équipée d'un moteur 2.3L DACT 16 soupapes en ligne à quatre cylindres i-VTEC de commande de soupape qui développe une impressionnante puissance de 240 ch et 260 lb-pi de couple. En outre, le RDX a été équipé d'une transmission automatique à 5 vitesses de série avec le SportShift séquentielle, un Super-Honda patended Handling All-Wheel Drive et la stabilité du véhicule, le système Assist.
Il était disponible avec un choix de deux paquets, de base et de la technologie dont chacune est dotée d'impressionnantes nouvelles fonctionnalités (le HandFreeLink, un multi-affichage des informations ou du système de navigation avec reconnaissance vocale). Le RDX a été basé sur une structure de carrosserie à compatibilité avancée nouvellement développée, conçue pour minimiser la déformation de l'habitacle en cas de collision. Ce modèle a été assemblé à Marysville, en Ohio, aux États-Unis.

### Motorisation
Le RDX est motorisé par un unique moteur essence : 4 cylindres 2,3 l Turbo i-VTEC 240 ch. Ce moteur est associé à une boîte automatique à cinq rapports.

### Galerie photos

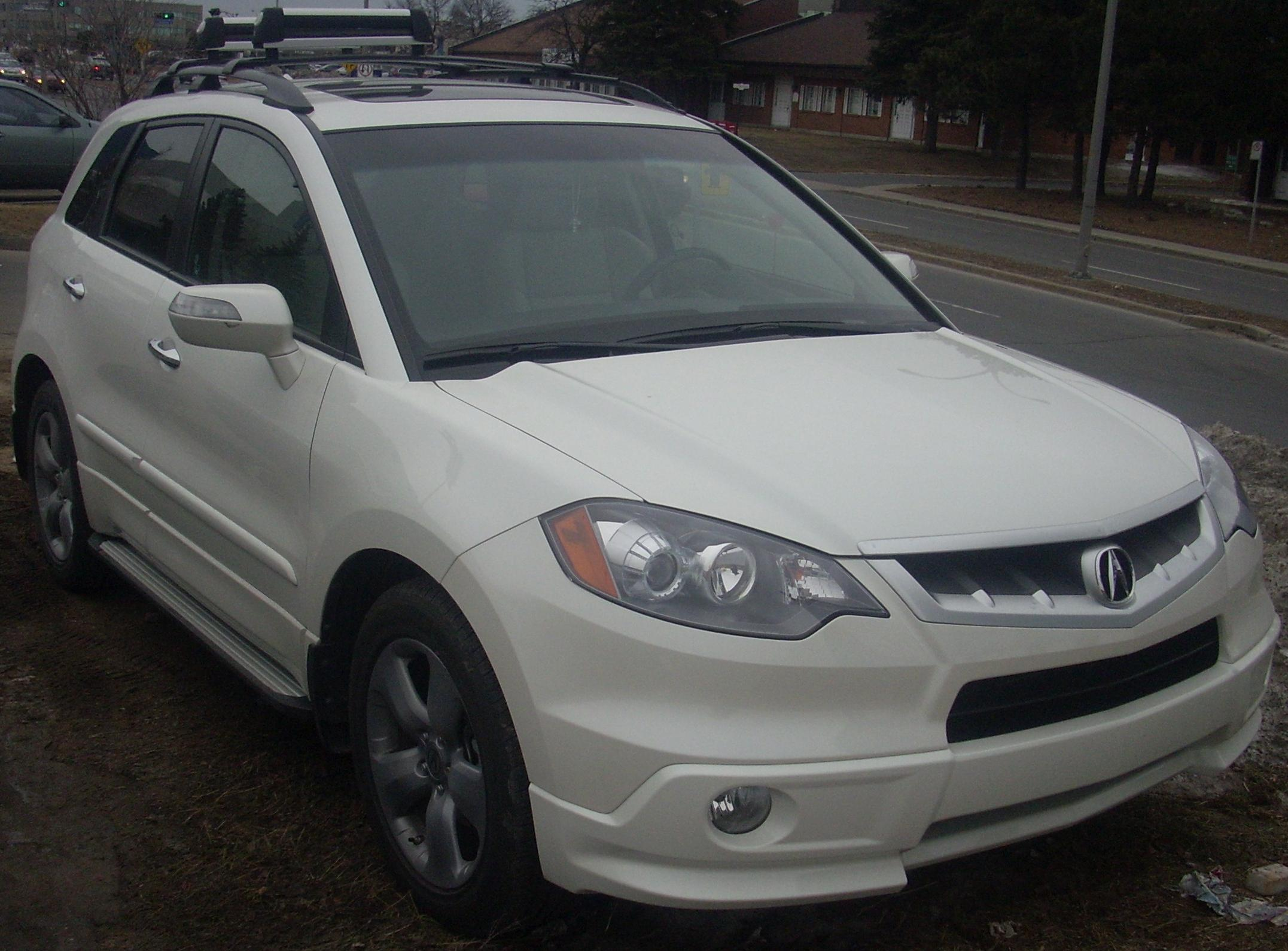
2007-09 RDX
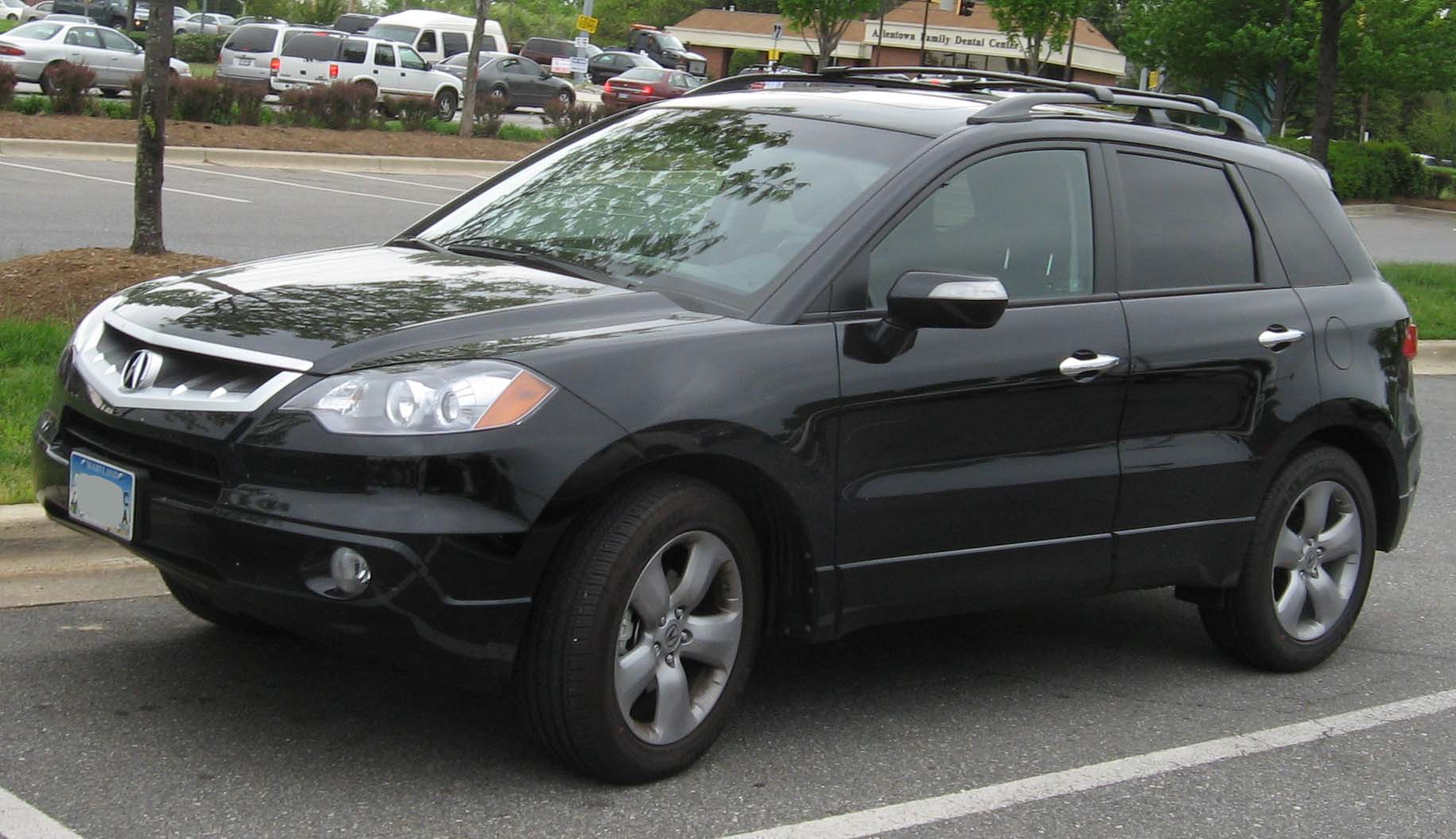
2007 RDX
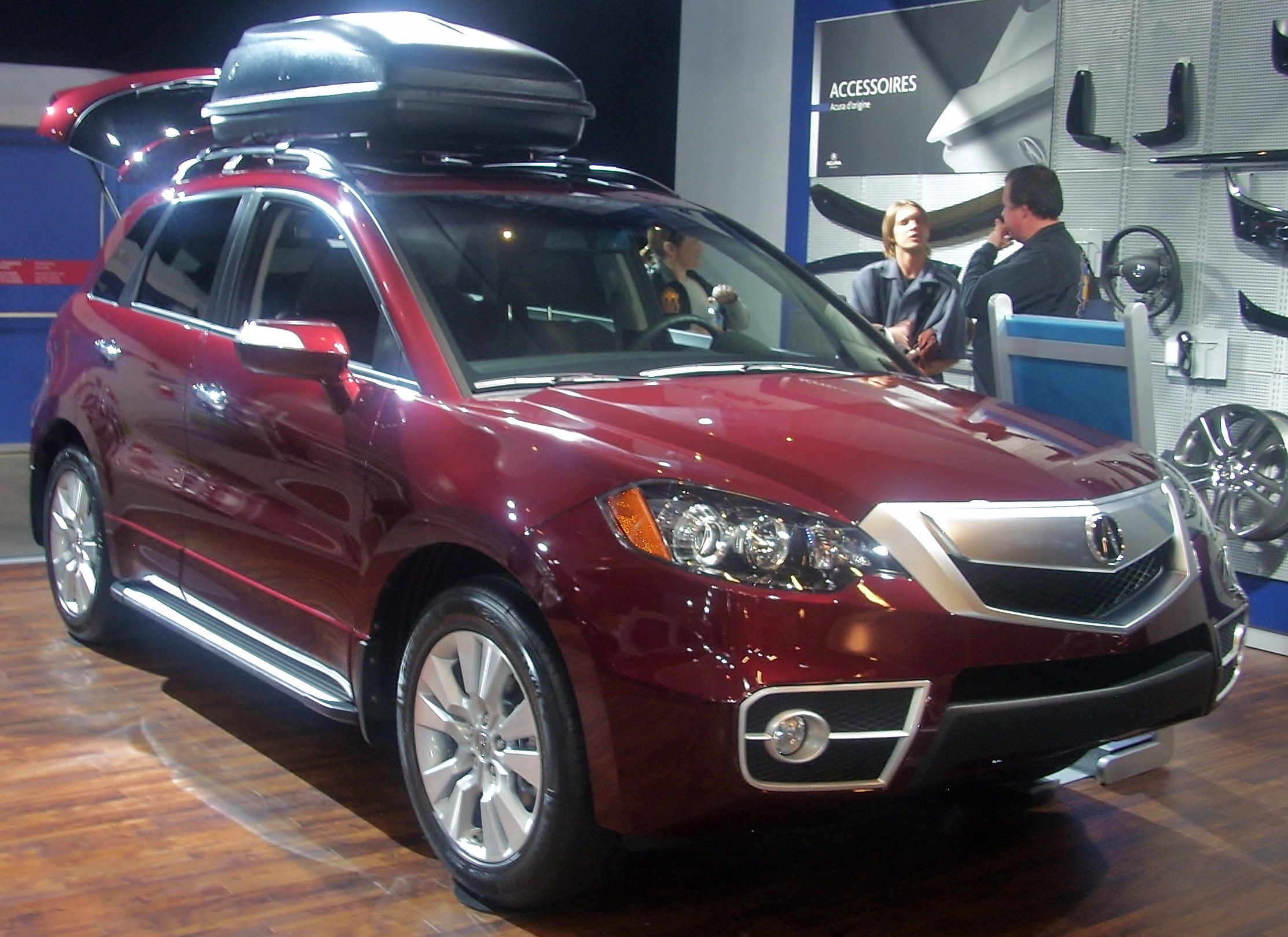
2010 RDX

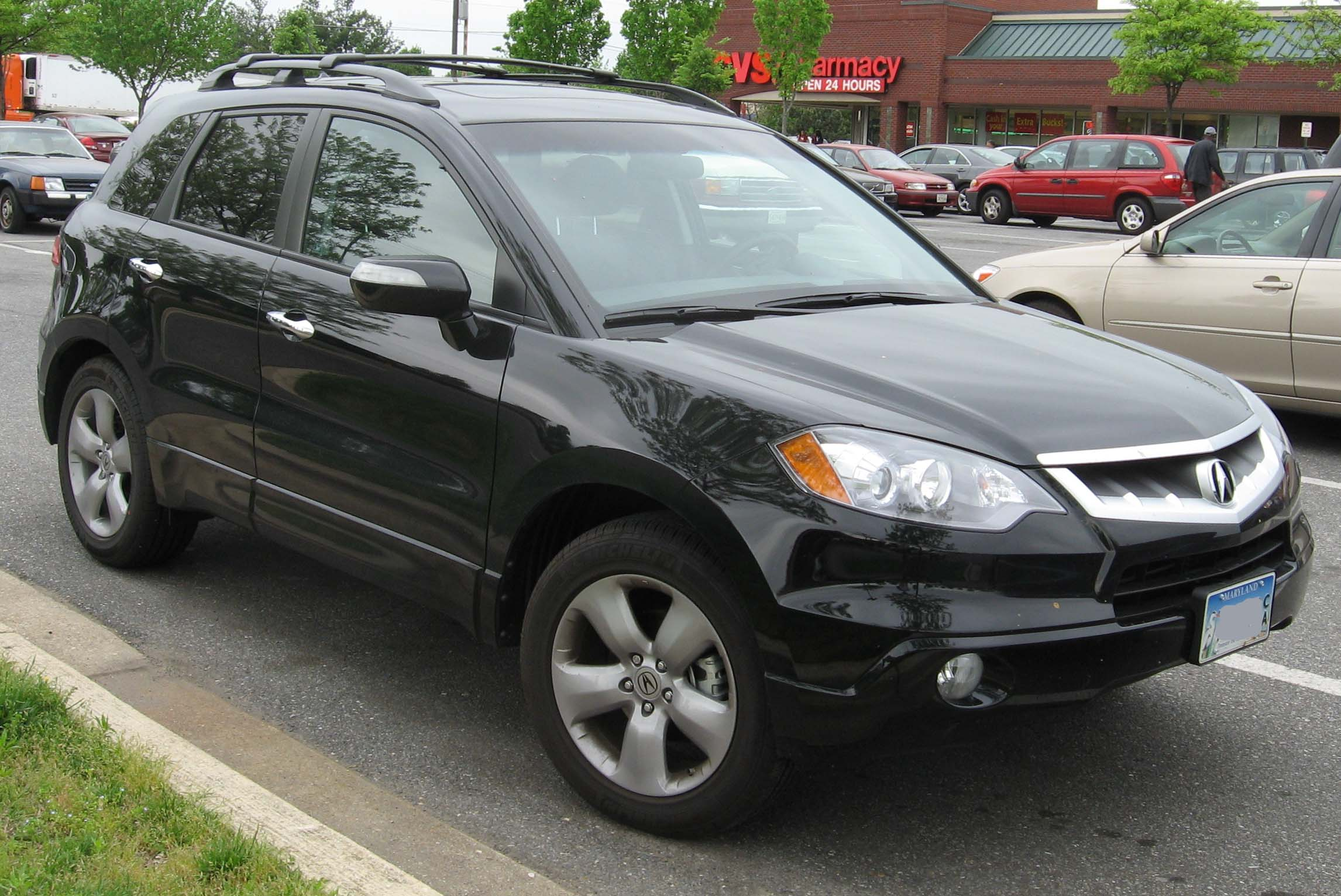
2007 RDX
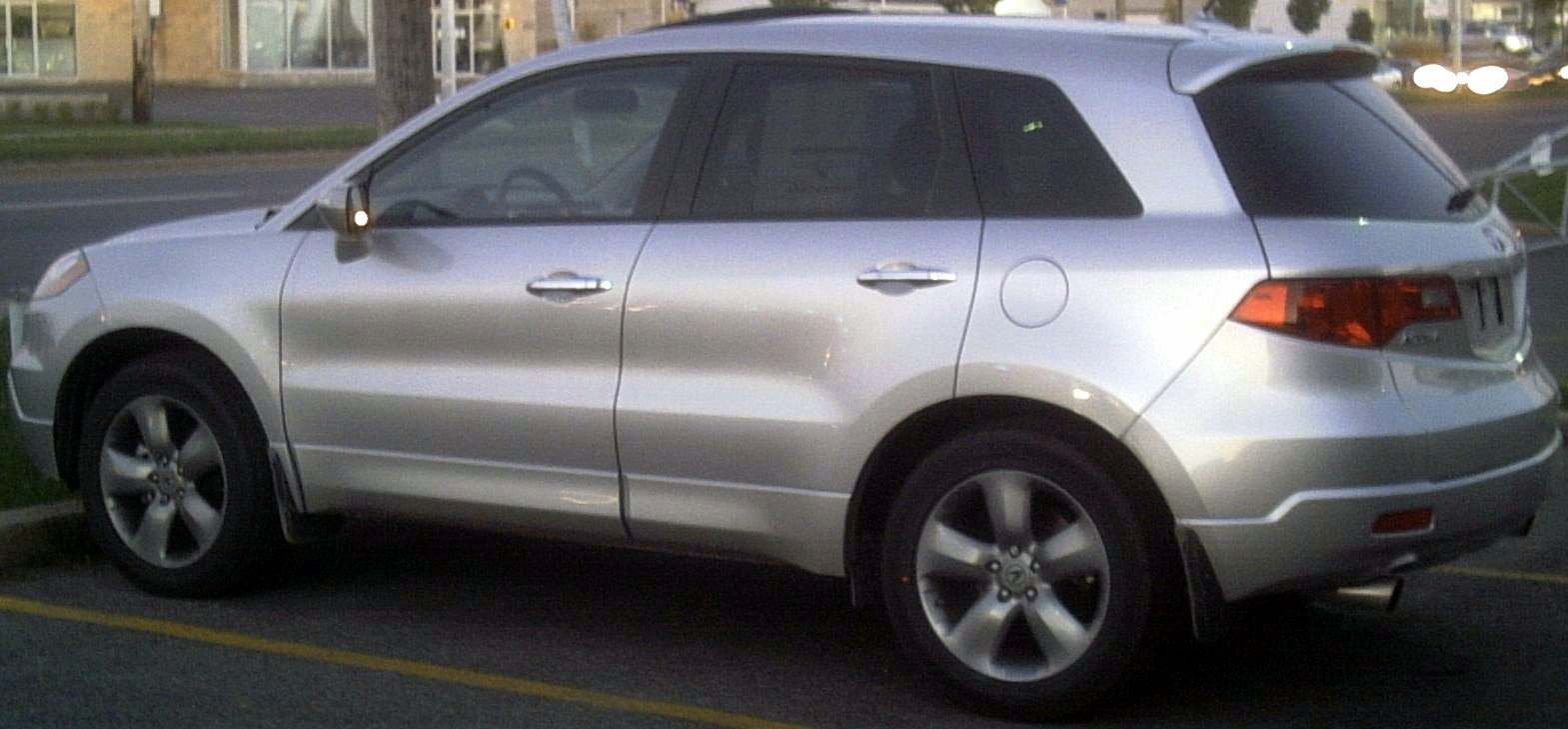
RDX

## Deuxième génération (2012-)
La seconde génération du SUV est sortie en 2012. Les modifications de la conception qu'elle a subies ont fait un peu plus sobre qu'auparavant.

## Ventes aux États-Unis
| Année         | Ventes | Différence |
| ------------- | ------ | ---------- |
| 2006 (5 mois) | 9 164  |            |
| 2007          | 23 356 | +154,9 %   |
| 2008          | 15 845 | -32,2 %    |
| 2009          | 10 153 | -35,9 %    |
| 2010          | 14 975 | +47,5 %    |
| 2011          | 15 196 | +1,5 %     |
| Total         | 88 689 |            |